# Valencia de las Torres
Valencia de las Torres é um município da Espanha na comarca de Campiña Sur, província de Badajoz, comunidade autónoma da Estremadura, de área 210,2 km². Em 2021 tinha 519 habitantes (densidade: 2,5 hab./km²).

## Demografia
| Variação demográfica do município entre 1991 e 2004 [carece de fontes?] | Variação demográfica do município entre 1991 e 2004 [carece de fontes?] | Variação demográfica do município entre 1991 e 2004 [carece de fontes?] | Variação demográfica do município entre 1991 e 2004 [carece de fontes?] |
| ----------------------------------------------------------------------- | ----------------------------------------------------------------------- | ----------------------------------------------------------------------- | ----------------------------------------------------------------------- |
| 1991                                                                    | 1996                                                                    | 2001                                                                    | 2004                                                                    |
| 966                                                                     | 878                                                                     | 790                                                                     | 734                                                                     |